# ジェレル・スミス
ジェレル・スミス（Jerrell Smith、1985年8月27日 - ）は、アメリカ合衆国カリフォルニア州出身のプロバスケットボール選手である。ポジションはフォワード。

## 来歴
カリフォルニア州のGardena生まれ。高校はOntario High Schoolを卒業、カリフォルニア州立大学ドミンゲスヒルズ校では2007-08シーズンの1試合平均11.1得点、6.1リバウンド、2008-09シーズンは11.9得点、5.0リバウンド。
2009-10シーズン途中に日本プロバスケットボールリーグ（bjリーグ）の東京アパッチに加入。レギュラーシーズンの28試合に出場し、チームのプレーオフ進出に貢献する。
2010年、富山グラウジーズに移籍。背番号36。42試合に出場した。